# 2012-es ATP-szezon
Az alábbi táblázat a 2012-es Association of Tennis Professionals (ATP) Tourhoz tartozó tornák eredményeit foglalja össze. Emellett tartalmazza az ITF által szervezett Davis-kupa és Hopman-kupa eredményeit is.

## Versenynaptár
| Grand Slam-tornák           |
| ATP World Tour Finals       |
| ATP World Tour Masters 1000 |
| ATP World Tour 500          |
| ATP World Tour 250          |
| Nyári olimpiai játékok      |
| Csapatversenyek             |

### Január
| Hét                   | Torna | Győztesek                                            | Ellenfelek a döntőben                 | Elődöntősök                                       | Negyeddöntősök                                                            |
| --------------------- | --- | ---------------------------------------------------- | ------------------------------------- | ------------------------------------------------- | ------------------------------------------------------------------------- |
| Január 2.             | Hopman-kupa Perth, Ausztrália 1 000 000 A$ – Kemény (f) – 8 csapat                                                      | Csehország · 2–0                                     | Franciaország                         | A csoport további csapatai Bulgária · Dánia · USA | B csoport további csapatai Spanyolország · Ausztrália · Kína              |
| Január 2.             | Brisbane International Brisbane, Ausztrália ATP World Tour 250 434 250 $ – Kemény – 32E/32Q/16P Egyéni – Páros          | Andy Murray 6–1, 6–3                                 | Olekszandr Dolhopolov                 | Bernard Tomic Gilles Simon                        | Márkosz Pagdatísz Denis Istomin Radek Štěpánek Santiago Giraldo           |
| Január 2.             | Brisbane International Brisbane, Ausztrália ATP World Tour 250 434 250 $ – Kemény – 32E/32Q/16P Egyéni – Páros          | Makszim Mirni Daniel Nestor 6–1, 6–2                 | Jürgen Melzer Philipp Petzschner      | Bernard Tomic Gilles Simon                        | Márkosz Pagdatísz Denis Istomin Radek Štěpánek Santiago Giraldo           |
| Január 2.             | Aircel Chennai Open Csennai, India ATP World Tour 250 398 250 $ – Kemény – 28E/32Q/16P                                  | Miloš Raonić 6–7(4), 7–6(4), 7–6(4)                  | Janko Tipsarević                      | Szoeda Gó Nicolás Almagro                         | David Goffin Stanislas Wawrinka Dúdí Szela Yuichi Sugita                  |
| Január 2.             | Aircel Chennai Open Csennai, India ATP World Tour 250 398 250 $ – Kemény – 28E/32Q/16P                                  | Lijendar Pedzs Janko Tipsarević 6–4, 6–4             | Jónátán Erlich Andi Rám               | Szoeda Gó Nicolás Almagro                         | David Goffin Stanislas Wawrinka Dúdí Szela Yuichi Sugita                  |
| Január 2.             | Qatar ExxonMobil Open Doha, Katar ATP World Tour 250 1 024 000 $ – Kemény – 32E/32Q/16P                                 | Jo-Wilfried Tsonga 7–5, 6–3                          | Gaël Monfils                          | Rafael Nadal Roger Federer                        | Mihail Juzsnij Viktor Troicki Albert Ramos Andreas Seppi                  |
| Január 2.             | Qatar ExxonMobil Open Doha, Katar ATP World Tour 250 1 024 000 $ – Kemény – 32E/32Q/16P                                 | Filip Polášek Lukáš Rosol 6–3, 6–4                   | Christopher Kas Philipp Kohlschreiber | Rafael Nadal Roger Federer                        | Mihail Juzsnij Viktor Troicki Albert Ramos Andreas Seppi                  |
| Január 9.             | Apia International Sydney Sydney, Ausztrália ATP World Tour 250 434 250 $ – Kemény – 28E/32Q/16P                        | Jarkko Nieminen 6–2, 7–5                             | Julien Benneteau                      | Márkosz Pagdatísz Denis Istomin                   | Juan Martín del Potro Alekszandr Bogomolov Richard Gasquet Bobby Reynolds |
| Január 9.             | Apia International Sydney Sydney, Ausztrália ATP World Tour 250 434 250 $ – Kemény – 28E/32Q/16P                        | Bob Bryan Mike Bryan 6–1, 6–4                        | Matthew Ebden Jarkko Nieminen         | Márkosz Pagdatísz Denis Istomin                   | Juan Martín del Potro Alekszandr Bogomolov Richard Gasquet Bobby Reynolds |
| Január 9.             | Heineken Open Auckland, Új-Zéland ATP World Tour 250 398 250 $ – Kemény – 28E/32Q/16P                                   | David Ferrer 6–3, 6–4                                | Olivier Rochus                        | Fernando Verdasco Philipp Kohlschreiber           | Alejandro Falla Guillermo García López Benoît Paire Nicolás Almagro       |
| Január 9.             | Heineken Open Auckland, Új-Zéland ATP World Tour 250 398 250 $ – Kemény – 28E/32Q/16P                                   | Oliver Marach Alexander Peya 6–3, 6–2                | František Čermák Filip Polášek        | Fernando Verdasco Philipp Kohlschreiber           | Alejandro Falla Guillermo García López Benoît Paire Nicolás Almagro       |
| Január 16. Január 23. | Australian Open Melbourne, Ausztrália Grand Slam 11 806 550 A$ – Kemény 128E/128Q/64P/32V Egyéni – Páros – Vegyes páros | Novak Đoković 5–7, 6–4, 6–2, 6–7(5), 7–5             | Rafael Nadal                          | Andy Murray Roger Federer                         | David Ferrer Nisikori Kei Juan Martín del Potro Tomáš Berdych             |
| Január 16. Január 23. | Australian Open Melbourne, Ausztrália Grand Slam 11 806 550 A$ – Kemény 128E/128Q/64P/32V Egyéni – Páros – Vegyes páros | Lijendar Pedzs Radek Štěpánek 7–6(1), 6–2            | Bob Bryan Mike Bryan                  | Andy Murray Roger Federer                         | David Ferrer Nisikori Kei Juan Martín del Potro Tomáš Berdych             |
| Január 16. Január 23. | Australian Open Melbourne, Ausztrália Grand Slam 11 806 550 A$ – Kemény 128E/128Q/64P/32V Egyéni – Páros – Vegyes páros | Bethanie Mattek-Sands Horia Tecău 6–3, 5–7, [10–3]   | Jelena Vesznyina Lijendar Pedzs       | Andy Murray Roger Federer                         | David Ferrer Nisikori Kei Juan Martín del Potro Tomáš Berdych             |
| Január 30.            | Open Sud de France Montpellier, Franciaország ATP World Tour 250 398 250 € – Kemény (f) – 28E/32Q/16P                   | Tomáš Berdych 6–2, 4–6, 6–3                          | Gaël Monfils                          | Philipp Kohlschreiber Gilles Simon                | Nicolas Mahut Richard Gasquet Jarkko Nieminen Guillaume Rufin             |
| Január 30.            | Open Sud de France Montpellier, Franciaország ATP World Tour 250 398 250 € – Kemény (f) – 28E/32Q/16P                   | Nicolas Mahut Édouard Roger-Vasselin 6–4, 7–6(4)     | Paul Hanley Jamie Murray              | Philipp Kohlschreiber Gilles Simon                | Nicolas Mahut Richard Gasquet Jarkko Nieminen Guillaume Rufin             |
| Január 30.            | PBZ Zagreb Indoors Zágráb, Horvátország ATP World Tour 250 398 250 € – Kemény (f) – 32E/32Q/16P                         | Mihail Juzsnij 6–2, 6–3                              | Lukáš Lacko                           | Michael Berrer Márkosz Pagdatísz                  | Jürgen Melzer Ivo Karlović Ivan Dodig Robin Haase                         |
| Január 30.            | PBZ Zagreb Indoors Zágráb, Horvátország ATP World Tour 250 398 250 € – Kemény (f) – 32E/32Q/16P                         | Márkosz Pagdatísz Mihail Juzsnij 6–2, 6–2            | Ivan Dodig Mate Pavić                 | Michael Berrer Márkosz Pagdatísz                  | Jürgen Melzer Ivo Karlović Ivan Dodig Robin Haase                         |
| Január 30.            | VTR Open Viña del Mar, Chile ATP World Tour 250 398 250 $ – Salak – 28E/32Q/16P                                         | Juan Mónaco 6–3, 6–7(1), 6–1                         | Carlos Berlocq                        | Jérémy Chardy Juan Ignacio Chela                  | Albert Montañés Frederico Gil Federico Delbonis João Souza                |
| Január 30.            | VTR Open Viña del Mar, Chile ATP World Tour 250 398 250 $ – Salak – 28E/32Q/16P                                         | Frederico Gil Daniel Gimeno-Traver 1–6, 7–5, [12–10] | Pablo Andújar Carlos Berlocq          | Jérémy Chardy Juan Ignacio Chela                  | Albert Montañés Frederico Gil Federico Delbonis João Souza                |

### Február
| Hét         | Torna | Győztesek | Ellenfelek a döntőben                                                                                           | Elődöntősök                         | Negyeddöntősök                                                       |
| ----------- | --- | --- | --- | ----------------------------------- | -------------------------------------------------------------------- |
| Február 6.  | Davis-kupa Oviedo, Spanyolország – Salak (f) Bécsújhely, Ausztria – Kemény (f) Vancouver, Kanada – Kemény (f) Fribourg, Svájc – Salak (f) Ostrava, Csehország – Kemény (f) Niš, Szerbia – Kemény (f) Kóbe, Japán – Kemény (f) Bamberg, Németország – Salak (f) | 1. forduló győztesei Spanyolország 5–0 · Ausztria 3–2 · Franciaország 4–1 · USA 5–0 · Csehország 4–1 · Szerbia 4–1 · Horvátország 3–2 · Argentína 4–1 | 1. forduló vesztesei Kazahsztán · Oroszország · Kanada · Svájc · Olaszország · Svédország · Japán · Németország |                                     |                                                                      |
| Február 13. | ABN AMRO World Tennis Tournament Rotterdam, Hollandia ATP World Tour 500 1 207 500 € – Kemény (f) – 32E/16Q/16P | Roger Federer 6–1, 6–4 | Juan Martín del Potro                                                                                           | Nyikolaj Davigyenko Tomáš Berdych   | Jarkko Nieminen Richard Gasquet Viktor Troicki Andreas Seppi         |
| Február 13. | ABN AMRO World Tennis Tournament Rotterdam, Hollandia ATP World Tour 500 1 207 500 € – Kemény (f) – 32E/16Q/16P | Michaël Llodra Nenad Zimonjić 4–6, 7–5, [16–14] | Robert Lindstedt Horia Tecău                                                                                    | Nyikolaj Davigyenko Tomáš Berdych   | Jarkko Nieminen Richard Gasquet Viktor Troicki Andreas Seppi         |
| Február 13. | SAP Open San José, Amerikai Egyesült Államok ATP World Tour 250 531 000 $ – Kemény (f) – 28E/32Q/16P | Miloš Raonić 7–6(3), 6–2 | Denis Istomin                                                                                                   | Ryan Harrison Julien Benneteau      | Dimityr Kutrovszki Kevin Anderson Steve Darcis Andy Roddick          |
| Február 13. | SAP Open San José, Amerikai Egyesült Államok ATP World Tour 250 531 000 $ – Kemény (f) – 28E/32Q/16P | Mark Knowles Xavier Malisse 6–4, 1–6, [10–5] | Kevin Anderson Frank Moser                                                                                      | Ryan Harrison Julien Benneteau      | Dimityr Kutrovszki Kevin Anderson Steve Darcis Andy Roddick          |
| Február 13. | Brasil Open São Paulo, Brazília ATP World Tour 250 475 300 $ – Salak (f) – 28E/32Q/16P | Nicolás Almagro 6–3, 4–6, 6–4 | Filippo Volandri                                                                                                | Albert Ramos Thomaz Bellucci        | Carlos Berlocq Fernando Verdasco Leonardo Mayer David Nalbandian     |
| Február 13. | Brasil Open São Paulo, Brazília ATP World Tour 250 475 300 $ – Salak (f) – 28E/32Q/16P | Eric Butorac Bruno Soares 3–6, 6–4, [10–8] | Michal Mertiňák André Sá                                                                                        | Albert Ramos Thomaz Bellucci        | Carlos Berlocq Fernando Verdasco Leonardo Mayer David Nalbandian     |
| Február 20. | Regions Morgan Keegan Championships Memphis, Amerikai Egyesült Államok ATP World Tour 500 1 155 000 $ – Kemény (f) – 32E/16Q/16P | Jürgen Melzer 7–5, 7–6(4) | Miloš Raonić | Radek Štěpánek Benjamin Becker      | John Isner Sam Querrey Olivier Rochus Łukasz Kubot                   |
| Február 20. | Regions Morgan Keegan Championships Memphis, Amerikai Egyesült Államok ATP World Tour 500 1 155 000 $ – Kemény (f) – 32E/16Q/16P | Makszim Mirni Daniel Nestor 4–6, 7–5, [10–7] | Ivan Dodig Marcelo Melo                                                                                         | Radek Štěpánek Benjamin Becker      | John Isner Sam Querrey Olivier Rochus Łukasz Kubot                   |
| Február 20. | Open 13 Marseille, Franciaország ATP World Tour 250 512 750 € – Kemény (f) – 28E/32Q/16P | Juan Martín del Potro 6–4, 6–4 | Michaël Llodra                                                                                                  | Jo-Wilfried Tsonga Janko Tipsarević | Édouard Roger-Vasselin Richard Gasquet Ivan Ljubičić Albano Olivetti |
| Február 20. | Open 13 Marseille, Franciaország ATP World Tour 250 512 750 € – Kemény (f) – 28E/32Q/16P | Nicolas Mahut Édouard Roger-Vasselin 3–6, 6–3, [10–6]                                                                                                 | Dustin Brown Jo-Wilfried Tsonga                                                                                 | Jo-Wilfried Tsonga Janko Tipsarević | Édouard Roger-Vasselin Richard Gasquet Ivan Ljubičić Albano Olivetti |
| Február 20. | Copa Claro Buenos Aires, Argentína ATP World Tour 250 484 100 $ – Salak – 32E/32Q/16P | David Ferrer 4–6, 6–3, 6–2 | Nicolás Almagro                                                                                                 | David Nalbandian Stanislas Wawrinka | Fernando González Carlos Berlocq Nisikori Kei Igor Andrejev          |
| Február 20. | Copa Claro Buenos Aires, Argentína ATP World Tour 250 484 100 $ – Salak – 32E/32Q/16P | David Marrero Fernando Verdasco 6–4, 6–4 | Michal Mertiňák André Sá                                                                                        | David Nalbandian Stanislas Wawrinka | Fernando González Carlos Berlocq Nisikori Kei Igor Andrejev          |
| Február 27. | Dubai Duty Free Tennis Championships Dubaj, Egyesült Arab Emírségek ATP World Tour 500 1 700 475 $ – Kemény – 32E/16Q/16P | Roger Federer 7–5, 6–4 | Andy Murray | Novak Đoković Juan Martín del Potro | Janko Tipsarević Tomáš Berdych Jo-Wilfried Tsonga Mihail Juzsnij     |
| Február 27. | Dubai Duty Free Tennis Championships Dubaj, Egyesült Arab Emírségek ATP World Tour 500 1 700 475 $ – Kemény – 32E/16Q/16P | Mahes Bhúpati Róhan Bópanna 6–4, 3–6, [10–5] | Mariusz Fyrstenberg Marcin Matkowski                                                                            | Novak Đoković Juan Martín del Potro | Janko Tipsarević Tomáš Berdych Jo-Wilfried Tsonga Mihail Juzsnij     |
| Február 27. | Abierto Mexicano Telcel Acapulco, Mexikó ATP World Tour 500 1 155 000 $ – Salak – 32E/16Q/16P | David Ferrer 6–1, 6–2 | Fernando Verdasco                                                                                               | Santiago Giraldo Stanislas Wawrinka | Pablo Andújar Carlos Berlocq Jérémy Chardy Nicolás Almagro           |
| Február 27. | Abierto Mexicano Telcel Acapulco, Mexikó ATP World Tour 500 1 155 000 $ – Salak – 32E/16Q/16P | David Marrero Fernando Verdasco 6–3, 6–4 | Marcel Granollers Marc López                                                                                    | Santiago Giraldo Stanislas Wawrinka | Pablo Andújar Carlos Berlocq Jérémy Chardy Nicolás Almagro           |
| Február 27. | Delray Beach International Tennis Championships Delray Beach, Amerikai Egyesült Államok ATP World Tour 250 442 500 $ – Kemény – 32E/32Q/16P | Kevin Anderson 6–4, 7–6(2) | Marinko Matosevic                                                                                               | John Isner Dúdí Szela               | Bernard Tomic Andy Roddick Ernests Gulbis Philipp Kohlschreiber      |
| Február 27. | Delray Beach International Tennis Championships Delray Beach, Amerikai Egyesült Államok ATP World Tour 250 442 500 $ – Kemény – 32E/32Q/16P | Colin Fleming Ross Hutchins 2–6, 7–6(5), [15–13] | Michal Mertiňák André Sá                                                                                        | John Isner Dúdí Szela               | Bernard Tomic Andy Roddick Ernests Gulbis Philipp Kohlschreiber      |

### Március
| Hét                    | Torna | Győztesek                                      | Ellenfelek a döntőben       | Elődöntősök                | Negyeddöntősök                                                      |
| ---------------------- | --- | ---------------------------------------------- | --------------------------- | -------------------------- | ------------------------------------------------------------------- |
| Március 5. Március 12. | BNP Paribas Open Indian Wells, Amerikai Egyesült Államok ATP World Tour Masters 1000 4 694 969 $ – Kemény – 96E/48Q/32P Egyéni – Páros | Roger Federer 7–6(7), 6–3                      | John Isner                  | Novak Đoković Rafael Nadal | Nicolás Almagro Gilles Simon Juan Martín del Potro David Nalbandian |
| Március 5. Március 12. | BNP Paribas Open Indian Wells, Amerikai Egyesült Államok ATP World Tour Masters 1000 4 694 969 $ – Kemény – 96E/48Q/32P Egyéni – Páros | Marc López Rafael Nadal 6–2, 7–6(3)            | John Isner Sam Querrey      | Novak Đoković Rafael Nadal | Nicolás Almagro Gilles Simon Juan Martín del Potro David Nalbandian |
| Március 21. Március 26 | Sony Ericsson Open Miami, Amerikai Egyesült Államok ATP World Tour Masters 1000 3 973 050 $ – Kemény – 96E/48Q/32P Egyéni – Páros      | Novak Đoković 6–1, 7–6(4)                      | Andy Murray                 | Juan Mónaco Rafael Nadal   | David Ferrer Mardy Fish Janko Tipsarević Jo-Wilfried Tsonga         |
| Március 21. Március 26 | Sony Ericsson Open Miami, Amerikai Egyesült Államok ATP World Tour Masters 1000 3 973 050 $ – Kemény – 96E/48Q/32P Egyéni – Páros      | Lijendar Pedzs Radek Štěpánek 3–6, 6–1, [10–8] | Makszim Mirni Daniel Nestor | Juan Mónaco Rafael Nadal   | David Ferrer Mardy Fish Janko Tipsarević Jo-Wilfried Tsonga         |

### Április
| Hét         | Torna | Győztesek                                                                           | Ellenfelek a döntőben                                                    | Elődöntősök                           | Negyeddöntősök                                                            |
| ----------- | --- | ----------------------------------------------------------------------------------- | ------------------------------------------------------------------------ | ------------------------------------- | ------------------------------------------------------------------------- |
| Április 2.  | Davis-kupa Oropesa del Mar, Spanyolország – Salak Roquebrune-Cap-Martin, Franciaország – Salak Prága, Csehország – Salak (f) Buenos Aires, Argentína – Salak | Negyeddöntők győztesei Spanyolország 4–1 · USA 3–2 · Csehország 4–1 · Argentína 4–1 | Negyeddöntők vesztesei Ausztria · Franciaország · Szerbia · Horvátország |                                       |                                                                           |
| Április 9.  | U.S. Men’s Clay Court Championships Houston, Amerikai Egyesült Államok ATP World Tour 250 442 500 $ – Clay – 28E/32Q/16P                                     | Juan Mónaco 6–2, 3–6, 6–3                                                           | John Isner                                                               | Michael Craig Russell Feliciano López | Ryan Harrison Kevin Anderson Carlos Berlocq Ryan Sweeting                 |
| Április 9.  | U.S. Men’s Clay Court Championships Houston, Amerikai Egyesült Államok ATP World Tour 250 442 500 $ – Clay – 28E/32Q/16P                                     | James Blake Sam Querrey 7–6(14), 6–4                                                | Treat Conrad Huey Dominic Inglot                                         | Michael Craig Russell Feliciano López | Ryan Harrison Kevin Anderson Carlos Berlocq Ryan Sweeting                 |
| Április 9.  | Grand Prix Hassan II Casablanca, Marokkó ATP World Tour 250 398 250 € – Salak – 28E/32Q/16P                                                                  | Pablo Andújar 6–1, 7–6(5)                                                           | Albert Ramos                                                             | Igor Andrejev Flavio Cipolla          | Jérémy Chardy Guillermo García López Sergio Gutiérrez-Ferrol Benoît Paire |
| Április 9.  | Grand Prix Hassan II Casablanca, Marokkó ATP World Tour 250 398 250 € – Salak – 28E/32Q/16P                                                                  | Dustin Brown Paul Hanley 7–5, 6–3                                                   | Daniele Bracciali Fabio Fognini                                          | Igor Andrejev Flavio Cipolla          | Jérémy Chardy Guillermo García López Sergio Gutiérrez-Ferrol Benoît Paire |
| Április 16. | Monte-Carlo Rolex Masters Monte-Carlo, Monaco ATP World Tour Masters 1000 2 427 975 € – Salak – 56E/28Q/24P Egyéni – Páros                                   | Rafael Nadal 6–3, 6–1                                                               | Novak Đoković                                                            | Tomáš Berdych Gilles Simon            | Robin Haase Andy Murray Jo-Wilfried Tsonga Stanislas Wawrinka             |
| Április 16. | Monte-Carlo Rolex Masters Monte-Carlo, Monaco ATP World Tour Masters 1000 2 427 975 € – Salak – 56E/28Q/24P Egyéni – Páros                                   | Bob Bryan Mike Bryan 6–2, 6–3                                                       | Makszim Mirni Daniel Nestor                                              | Tomáš Berdych Gilles Simon            | Robin Haase Andy Murray Jo-Wilfried Tsonga Stanislas Wawrinka             |
| Április 23. | Barcelona Open Banc Sabadell Barcelona, Spanyolország ATP World Tour 500 1 627 500 € – Salak – 56E/28Q/24P                                                   | Rafael Nadal 7–6(1), 7–5                                                            | David Ferrer                                                             | Fernando Verdasco Miloš Raonić        | Janko Tipsarević Nisikori Kei Feliciano López Andy Murray                 |
| Április 23. | Barcelona Open Banc Sabadell Barcelona, Spanyolország ATP World Tour 500 1 627 500 € – Salak – 56E/28Q/24P                                                   | Mariusz Fyrstenberg Marcin Matkowski 2–6, 7–6(7), [10–8]                            | Marcel Granollers Marc López                                             | Fernando Verdasco Miloš Raonić        | Janko Tipsarević Nisikori Kei Feliciano López Andy Murray                 |
| Április 23. | BRD Năstase Țiriac Trophy Bukarest, Románia ATP World Tour 250 398 250 € – Salak – 28E/32Q/16P                                                               | Gilles Simon 6–4, 6–3                                                               | Fabio Fognini                                                            | Matthias Bachinger Balázs Attila      | Łukasz Kubot Daniel Brands Andreas Seppi Xavier Malisse                   |
| Április 23. | BRD Năstase Țiriac Trophy Bukarest, Románia ATP World Tour 250 398 250 € – Salak – 28E/32Q/16P                                                               | Robert Lindstedt Horia Tecău 7–6(2), 6–3                                            | Jérémy Chardy Łukasz Kubot                                               | Matthias Bachinger Balázs Attila      | Łukasz Kubot Daniel Brands Andreas Seppi Xavier Malisse                   |
| Április 30. | BMW Open München, Németország ATP World Tour 250 398 250 € – Salak – 28E/32Q/16P                                                                             | Philipp Kohlschreiber 7–6(8), 6–3                                                   | Marin Čilić                                                              | Tommy Haas Feliciano López            | Márkosz Pagdatísz Mihail Juzsnij Marinko Matosevic Bernard Tomic          |
| Április 30. | BMW Open München, Németország ATP World Tour 250 398 250 € – Salak – 28E/32Q/16P                                                                             | František Čermák Filip Polášek 6–4, 7–5                                             | Xavier Malisse Dick Norman                                               | Tommy Haas Feliciano López            | Márkosz Pagdatísz Mihail Juzsnij Marinko Matosevic Bernard Tomic          |
| Április 30. | Serbia Open Belgrád, Szerbia ATP World Tour 250 366 950 € – Salak – 28E/32Q/16P                                                                              | Andreas Seppi 6–3, 6–2                                                              | Benoît Paire                                                             | Pablo Andújar David Nalbandian        | Lukáš Rosol Jarkko Nieminen João Souza Gilles Müller                      |
| Április 30. | Serbia Open Belgrád, Szerbia ATP World Tour 250 366 950 € – Salak – 28E/32Q/16P                                                                              | Jónátán Erlich Andi Rám 4–6, 6–2, [10–6]                                            | Martin Emmrich Andreas Siljeström                                        | Pablo Andújar David Nalbandian        | Lukáš Rosol Jarkko Nieminen João Souza Gilles Müller                      |
| Április 30. | Estoril Open Estoril, Portugália ATP World Tour 250 398 250 € – Salak – 28E/32Q/16P Egyéni – Páros                                                           | Juan Martín del Potro 6–4, 6–2                                                      | Richard Gasquet                                                          | Stanislas Wawrinka Albert Ramos       | Albert Montañés Robin Haase João Sousa Daniel Muñoz-de la Nava            |
| Április 30. | Estoril Open Estoril, Portugália ATP World Tour 250 398 250 € – Salak – 28E/32Q/16P Egyéni – Páros                                                           | Iszámul-Hak Kuraisi Jean-Julien Rojer 7–5, 7–5                                      | Julian Knowle David Marrero                                              | Stanislas Wawrinka Albert Ramos       | Albert Montañés Robin Haase João Sousa Daniel Muñoz-de la Nava            |

### Május
| Hét                 | Torna | Győztesek                                     | Ellenfelek a döntőben                  | Elődöntősök                            | Negyeddöntősök                                                       |
| ------------------- | --- | --------------------------------------------- | -------------------------------------- | -------------------------------------- | -------------------------------------------------------------------- |
| Május 7.            | Mutua Madrid Open Madrid, Spanyolország ATP World Tour Masters 1000 3 090 150 € – Salak (kék) – 56E/28Q/24P Egyéni – Páros | Roger Federer 3–6, 7–5, 7–5                   | Tomáš Berdych                          | Janko Tipsarević Juan Martín del Potro | Novak Đoković David Ferrer Olekszandr Dolhopolov Fernando Verdasco   |
| Május 7.            | Mutua Madrid Open Madrid, Spanyolország ATP World Tour Masters 1000 3 090 150 € – Salak (kék) – 56E/28Q/24P Egyéni – Páros | Mariusz Fyrstenberg Marcin Matkowski 6–3, 6–4 | Robert Lindstedt Horia Tecău           | Janko Tipsarević Juan Martín del Potro | Novak Đoković David Ferrer Olekszandr Dolhopolov Fernando Verdasco   |
| Május 14.           | Internazionali BNL d’Italia Róma, Olaszország ATP World Tour Masters 1000 2 427 975 € – Salak – 56E/28Q/24P Egyéni – Páros | Rafael Nadal 7–5, 6–3                         | Novak Đoković                          | Roger Federer David Ferrer             | Jo-Wilfried Tsonga Andreas Seppi Richard Gasquet Tomáš Berdych       |
| Május 14.           | Internazionali BNL d’Italia Róma, Olaszország ATP World Tour Masters 1000 2 427 975 € – Salak – 56E/28Q/24P Egyéni – Páros | Marcel Granollers Marc López 6–3, 6–2         | Łukasz Kubot Janko Tipsarević          | Roger Federer David Ferrer             | Jo-Wilfried Tsonga Andreas Seppi Richard Gasquet Tomáš Berdych       |
| Május 21.           | Power Horse World Team Cup Düsseldorf, Németország ATP World Team Championship 800 000 € – Salak – 8 csapat                | Szerbia · 3–0                                 | Csehország                             | Vörös csoport Argentína · USA · Japán  | Kék csoport Németország · Oroszország · Horvátország                 |
| Május 21.           | Open de Nice Côte d’Azur Nizza, Franciaország ATP World Tour 250 398 250 € – Salak – 28E/32Q/16P                           | Nicolás Almagro 6–3, 6–2                      | Brian Baker                            | Nyikolaj Davigyenko Gilles Simon       | John Isner Mihail Kukuskin Steve Darcis Thomaz Bellucci              |
| Május 21.           | Open de Nice Côte d’Azur Nizza, Franciaország ATP World Tour 250 398 250 € – Salak – 28E/32Q/16P                           | Bob Bryan Mike Bryan 7–6(5), 6–3              | Olivier Marach Filip Polášek           | Nyikolaj Davigyenko Gilles Simon       | John Isner Mihail Kukuskin Steve Darcis Thomaz Bellucci              |
| Május 28. Június 4. | Roland Garros Párizs, Franciaország Grand Slam 8 487 000 € – Salak 128E/128Q/64P/32V Egyéni – Páros – Vegyes páros         | Rafael Nadal 6–4, 6–3, 2–6, 7–5               | Novak Đoković                          | Roger Federer David Ferrer             | Jo-Wilfried Tsonga Juan Martín del Potro Andy Murray Nicolás Almagro |
| Május 28. Június 4. | Roland Garros Párizs, Franciaország Grand Slam 8 487 000 € – Salak 128E/128Q/64P/32V Egyéni – Páros – Vegyes páros         | Makszim Mirni Daniel Nestor 6–4, 6–4          | Bob Bryan Mike Bryan                   | Roger Federer David Ferrer             | Jo-Wilfried Tsonga Juan Martín del Potro Andy Murray Nicolás Almagro |
| Május 28. Június 4. | Roland Garros Párizs, Franciaország Grand Slam 8 487 000 € – Salak 128E/128Q/64P/32V Egyéni – Páros – Vegyes páros         | Szánija Mirza Mahes Bhúpati 7–6(3), 6–1       | Klaudia Jans-Ignacik Santiago González | Roger Federer David Ferrer             | Jo-Wilfried Tsonga Juan Martín del Potro Andy Murray Nicolás Almagro |

### Június
| Hét                  | Torna | Győztesek                                                      | Ellenfelek a döntőben                       | Elődöntősök                          | Negyeddöntősök                                                      |
| -------------------- | --- | -------------------------------------------------------------- | ------------------------------------------- | ------------------------------------ | ------------------------------------------------------------------- |
| Június 11.           | Gerry Weber Open Halle, Németország ATP World Tour 250 663 750 € – Fű – 28E/32Q/16P Egyéni – Páros                   | Tommy Haas 7–6(5), 6–4                                         | Roger Federer                               | Philipp Kohlschreiber Mihail Juzsnij | Rafael Nadal Tomáš Berdych Radek Štěpánek Miloš Raonić              |
| Június 11.           | Gerry Weber Open Halle, Németország ATP World Tour 250 663 750 € – Fű – 28E/32Q/16P Egyéni – Páros                   | Iszámul-Hak Kuraisi Jean-Julien Rojer 6–3, 6–4                 | Treat Conrad Huey Scott Lipsky              | Philipp Kohlschreiber Mihail Juzsnij | Rafael Nadal Tomáš Berdych Radek Štěpánek Miloš Raonić              |
| Június 11.           | AEGON Championships London, Egyesült Királyság ATP World Tour 250 625 300 € – Fű – 56E/32Q/24P                       | Marin Čilić 6–7(3), 4–3 defaulted                              | David Nalbandian                            | Grigor Dimitrov Sam Querrey          | Kevin Anderson Xavier Malisse Lu Jen-hszün Ivan Dodig               |
| Június 11.           | AEGON Championships London, Egyesült Királyság ATP World Tour 250 625 300 € – Fű – 56E/32Q/24P                       | Makszim Mirni Daniel Nestor 6–3, 6–4                           | Bob Bryan Mike Bryan                        | Grigor Dimitrov Sam Querrey          | Kevin Anderson Xavier Malisse Lu Jen-hszün Ivan Dodig               |
| Június 18.           | UNICEF Open ’s-Hertogenbosch, Hollandia ATP World Tour 250 398 250 € – Fű – 32E/32Q/16P Egyéni – Páros               | David Ferrer 6–3, 6–4                                          | Philipp Petzschner                          | Benoît Paire Xavier Malisse          | Igor Sijsling Itó Tacuma Édouard Roger-Vasselin Gilles Müller       |
| Június 18.           | UNICEF Open ’s-Hertogenbosch, Hollandia ATP World Tour 250 398 250 € – Fű – 32E/32Q/16P Egyéni – Páros               | Robert Lindstedt Horia Tecău 6–3, 7–6(1)                       | Juan Sebastián Cabal Dmitrij Turszunov      | Benoît Paire Xavier Malisse          | Igor Sijsling Itó Tacuma Édouard Roger-Vasselin Gilles Müller       |
| Június 18.           | AEGON International Eastbourne, Egyesült Királyság ATP World Tour 250 403 950 € – Fű – 28E/32Q/16P Egyéni – Páros    | Andy Roddick 6–3, 6–2                                          | Andreas Seppi                               | Steve Darcis Ryan Harrison           | Marinko Matosevic Fabio Fognini Philipp Kohlschreiber Denis Istomin |
| Június 18.           | AEGON International Eastbourne, Egyesült Királyság ATP World Tour 250 403 950 € – Fű – 28E/32Q/16P Egyéni – Páros    | Colin Fleming Ross Hutchins 6–4, 6–3                           | Jamie Delgado Ken Skupski                   | Steve Darcis Ryan Harrison           | Marinko Matosevic Fabio Fognini Philipp Kohlschreiber Denis Istomin |
| Június 25. Július 2. | Wimbledon London, Egyesült Királyság Grand Slam 7 285 200 £ – Fű 128E/128Q/64P/16Q/48V Egyéni – Páros – Vegyes páros | Roger Federer 4–6, 7–5, 6–3, 6–4                               | Andy Murray                                 | Novak Đoković Jo-Wilfried Tsonga     | Florian Mayer Mihail Juzsnij David Ferrer Philipp Kohlschreiber     |
| Június 25. Július 2. | Wimbledon London, Egyesült Királyság Grand Slam 7 285 200 £ – Fű 128E/128Q/64P/16Q/48V Egyéni – Páros – Vegyes páros | Jonathan Marray Frederik Nielsen 4–6, 6–4, 7–6(5), 6–7(5), 6–3 | Robert Lindstedt Horia Tecău                | Novak Đoković Jo-Wilfried Tsonga     | Florian Mayer Mihail Juzsnij David Ferrer Philipp Kohlschreiber     |
| Június 25. Július 2. | Wimbledon London, Egyesült Királyság Grand Slam 7 285 200 £ – Fű 128E/128Q/64P/16Q/48V Egyéni – Páros – Vegyes páros | Lisa Raymond Mike Bryan 6–3, 5–7, 6–4                          | Jelena Szergejevna Vesznyina Lijendar Pedzs | Novak Đoković Jo-Wilfried Tsonga     | Florian Mayer Mihail Juzsnij David Ferrer Philipp Kohlschreiber     |

### Július
| Hét        | Torna | Győztesek                                               | Ellenfelek a döntőben                          | Elődöntősök                                  | Negyeddöntősök                                                    |
| ---------- | --- | ------------------------------------------------------- | ---------------------------------------------- | -------------------------------------------- | ----------------------------------------------------------------- |
| Július 9.  | Campbell’s Hall of Fame Championships Newport, Amerikai Egyesült Államok ATP World Tour 250 398 250 $ – Fű – 32E/32Q/16P | John Isner 7–6(1), 6–4                                  | Lleyton Hewitt                                 | Ryan Harrison Rajeev Ram                     | Izak van der Merwe Benjamin Becker Dúdí Szela Nisikori Kei        |
| Július 9.  | Campbell’s Hall of Fame Championships Newport, Amerikai Egyesült Államok ATP World Tour 250 398 250 $ – Fű – 32E/32Q/16P | Santiago González Scott Lipsky 7–6(5), 6–3              | Colin Fleming Ross Hutchins                    | Ryan Harrison Rajeev Ram                     | Izak van der Merwe Benjamin Becker Dúdí Szela Nisikori Kei        |
| Július 9.  | Mercedes Cup Stuttgart, Németország ATP World Tour 250 358 425 € – Salak – 28E/30Q/16P                                   | Janko Tipsarević 6–4, 5–7, 6–3                          | Juan Mónaco                                    | Thomaz Bellucci Guillermo García López       | Björn Phau Cedrik-Marcel Stebe Dustin Brown Pavol Červenák        |
| Július 9.  | Mercedes Cup Stuttgart, Németország ATP World Tour 250 358 425 € – Salak – 28E/30Q/16P                                   | Jérémy Chardy Łukasz Kubot 6–1, 6–3                     | Michal Mertiňák André Sá                       | Thomaz Bellucci Guillermo García López       | Björn Phau Cedrik-Marcel Stebe Dustin Brown Pavol Červenák        |
| Július 9.  | Swedish Open Båstad, Svédország ATP World Tour 250 358 425 € – Salak – 28E/32Q/16P                                       | David Ferrer 6–2, 6–2                                   | Nicolás Almagro                                | Grigor Dimitrov Jan Hájek                    | Tommy Robredo Albert Ramos Jürgen Zopp Daniel Gimeno-Traver       |
| Július 9.  | Swedish Open Båstad, Svédország ATP World Tour 250 358 425 € – Salak – 28E/32Q/16P                                       | Robert Lindstedt Horia Tecău 6–3, 7–6(5)                | Alexander Peya Bruno Soares                    | Grigor Dimitrov Jan Hájek                    | Tommy Robredo Albert Ramos Jürgen Zopp Daniel Gimeno-Traver       |
| Július 9.  | ATP Vegeta Croatia Open Umag Umag, Horvátország ATP World Tour 250 358 425 € – Salak – 28E/32Q/16P                       | Marin Čilić 6–4, 6–2                                    | Marcel Granollers                              | Fernando Verdasco Olekszandr Dolhopolov      | Andrey Kuznetsov Matthias Bachinger Carlos Berlocq Wayne Odesnik  |
| Július 9.  | ATP Vegeta Croatia Open Umag Umag, Horvátország ATP World Tour 250 358 425 € – Salak – 28E/32Q/16P                       | David Marrero Fernando Verdasco 6–3, 7–6(4)             | Marcel Granollers Marc López                   | Fernando Verdasco Olekszandr Dolhopolov      | Andrey Kuznetsov Matthias Bachinger Carlos Berlocq Wayne Odesnik  |
| Július 16. | bet-at-home Open Hamburg, Németország ATP World Tour 500 900 000 € – Salak – 32E/16Q/16P                                 | Juan Mónaco 7–5, 6–4                                    | Tommy Haas                                     | Nicolás Almagro Marin Čilić                  | Philipp Kohlschreiber Jérémy Chardy Albert Ramos Florian Mayer    |
| Július 16. | bet-at-home Open Hamburg, Németország ATP World Tour 500 900 000 € – Salak – 32E/16Q/16P                                 | David Marrero Fernando Verdasco 6–4, 6–3                | Rogério Dutra da Silva Daniel Muñoz de la Nava | Nicolás Almagro Marin Čilić                  | Philipp Kohlschreiber Jérémy Chardy Albert Ramos Florian Mayer    |
| Július 16. | BB&T Atlanta Open Atlanta, Amerikai Egyesült Államok ATP World Tour 250 477 900 $ – Kemény – 28E/32Q/16P                 | Andy Roddick 1–6, 7–6(2), 6–2                           | Gilles Müller                                  | John Isner Szoeda Gó                         | Jack Sock Michael Craig Russell Nisikori Kei Matthew Ebden        |
| Július 16. | BB&T Atlanta Open Atlanta, Amerikai Egyesült Államok ATP World Tour 250 477 900 $ – Kemény – 28E/32Q/16P                 | Matthew Ebden Ryan Harrison 6–3, 3–6, [10–6]            | Xavier Malisse Michael Craig Russell           | John Isner Szoeda Gó                         | Jack Sock Michael Craig Russell Nisikori Kei Matthew Ebden        |
| Július 16. | Crédit Agricole Suisse Open Gstaad Gstaad, Svájc ATP World Tour 250 358 425 € – Salak – 28E/32Q/16P                      | Thomaz Bellucci 6–7(6), 6–4, 6–2                        | Janko Tipsarević                               | Paul-Henri Mathieu Grigor Dimitrov           | Jan Hernych Ernests Gulbis Feliciano López Łukasz Kubot           |
| Július 16. | Crédit Agricole Suisse Open Gstaad Gstaad, Svájc ATP World Tour 250 358 425 € – Salak – 28E/32Q/16P                      | Marcel Granollers Marc López 6–4, 7–6(9)                | Robert Farah Santiago Giraldo                  | Paul-Henri Mathieu Grigor Dimitrov           | Jan Hernych Ernests Gulbis Feliciano López Łukasz Kubot           |
| Július 23. | Farmers Classic Los Angeles, Amerikai Egyesült Államok ATP World Tour 250 557 550 $ – Kemény – 28E/32Q/16P               | Sam Querrey 6–0, 6–2                                    | Ričardas Berankis                              | Marinko Matosevic Rajeev Ram                 | Michael Craig Russell Nicolas Mahut Leonardo Mayer Xavier Malisse |
| Július 23. | Farmers Classic Los Angeles, Amerikai Egyesült Államok ATP World Tour 250 557 550 $ – Kemény – 28E/32Q/16P               | Ruben Bemelmans Xavier Malisse 7–6(5), 4–6, [10–4]      | Jamie Delgado Ken Skupski                      | Marinko Matosevic Rajeev Ram                 | Michael Craig Russell Nicolas Mahut Leonardo Mayer Xavier Malisse |
| Július 23. | Bet-at-home Cup Kitzbühel Kitzbühel, Ausztria ATP World Tour 250 358 425 € – Salak – 28E/26Q/16P                         | Robin Haase 6–7(2), 6–3, 6–2                            | Philipp Kohlschreiber                          | Filippo Volandri Martin Kližan               | Lukáš Rosol Rogério Dutra da Silva Wayne Odesnik Simone Bolelli   |
| Július 23. | Bet-at-home Cup Kitzbühel Kitzbühel, Ausztria ATP World Tour 250 358 425 € – Salak – 28E/26Q/16P                         | František Čermák Julian Knowle 7–6(4), 3–6, [12–10]     | Dustin Brown Paul Hanley                       | Filippo Volandri Martin Kližan               | Lukáš Rosol Rogério Dutra da Silva Wayne Odesnik Simone Bolelli   |
| Július 30. | Nyári olimpiai játékok London, Egyesült Királyság Nyári olimpiai játékok Fű – 64E/32P/16V Egyéni – Páros – Vegyes páros  | Arany                                                   | Ezüst                                          | Bronz                                        | 4. helyezettek                                                    |
| Július 30. | Nyári olimpiai játékok London, Egyesült Királyság Nyári olimpiai játékok Fű – 64E/32P/16V Egyéni – Páros – Vegyes páros  | Andy Murray 6–2, 6–1, 6–4                               | Roger Federer                                  | Juan Martín del Potro 7–5, 6–4               | Novak Đoković                                                     |
| Július 30. | Nyári olimpiai játékok London, Egyesült Királyság Nyári olimpiai játékok Fű – 64E/32P/16V Egyéni – Páros – Vegyes páros  | Bob Bryan Mike Bryan 6–4, 7–6(4)                        | Michaël Llodra Jo-Wilfried Tsonga              | Julien Benneteau Richard Gasquet 7–6(4), 6–2 | David Ferrer Feliciano López                                      |
| Július 30. | Nyári olimpiai játékok London, Egyesült Királyság Nyári olimpiai játékok Fű – 64E/32P/16V Egyéni – Páros – Vegyes páros  | Viktorija Azaranka Makszim Mirni 2–6, 6–3, [10–8]       | Laura Robson Andy Murray                       | Lisa Raymond Mike Bryan 6–3, 4–6, [10–4]     | Sabine Lisicki Christopher Kas                                    |
| Július 30. | Citi Open Washington, Amerikai Egyesült Államok ATP World Tour 500 1 049 760 $ – Kemény – 32E/16Q/16P Egyéni – Páros     | Olekszandr Dolhopolov 6–7(7), 6–4, 6–1                  | Tommy Haas                                     | Mardy Fish Sam Querrey                       | Xavier Malisse Tobias Kamke Kevin Anderson James Blake            |
| Július 30. | Citi Open Washington, Amerikai Egyesült Államok ATP World Tour 500 1 049 760 $ – Kemény – 32E/16Q/16P Egyéni – Páros     | Treat Conrad Huey Dominic Inglot 7–6(7), 6–7(9), [10–5] | Kevin Anderson Sam Querrey                     | Mardy Fish Sam Querrey                       | Xavier Malisse Tobias Kamke Kevin Anderson James Blake            |

### Augusztus
| Hét                         | Torna | Győztesek                                              | Ellenfelek a döntőben          | Elődöntősök                              | Negyeddöntősök                                                    |
| --------------------------- | --- | ------------------------------------------------------ | ------------------------------ | ---------------------------------------- | ----------------------------------------------------------------- |
| Augusztus 6.                | Rogers Cup Toronto, Kanada ATP World Tour Masters 1000 2 648 700 $ – Kemény – 48E/24Q/24P Egyéni – Páros                                    | Novak Đoković 6–3, 6–2                                 | Richard Gasquet                | Janko Tipsarević John Isner              | Tommy Haas Marcel Granollers Mardy Fish Miloš Raonić              |
| Augusztus 6.                | Rogers Cup Toronto, Kanada ATP World Tour Masters 1000 2 648 700 $ – Kemény – 48E/24Q/24P Egyéni – Páros                                    | Bob Bryan Mike Bryan 6–1, 4–6, [12–10]                 | Marcel Granollers Marc López   | Janko Tipsarević John Isner              | Tommy Haas Marcel Granollers Mardy Fish Miloš Raonić              |
| Augusztus 13.               | Western & Southern Open Cincinnati, Amerikai Egyesült Államok ATP World Tour Masters 1000 2 825 280 $ – Kemény – 56E/28Q/24P Egyéni – Páros | Roger Federer 6–0, 7–6(7)                              | Novak Đoković                  | Stanislas Wawrinka Juan Martín del Potro | Mardy Fish Miloš Raonić Jérémy Chardy Marin Čilić                 |
| Augusztus 13.               | Western & Southern Open Cincinnati, Amerikai Egyesült Államok ATP World Tour Masters 1000 2 825 280 $ – Kemény – 56E/28Q/24P Egyéni – Páros | Robert Lindstedt Horia Tecău 6–4, 6–4                  | Mahes Bhúpati Róhan Bópanna    | Stanislas Wawrinka Juan Martín del Potro | Mardy Fish Miloš Raonić Jérémy Chardy Marin Čilić                 |
| Augusztus 20.               | Winston-Salem Open Winston-Salem, Amerikai Egyesült Államok ATP World Tour 250 553 125 $ – Kemény – 48E/32Q/16P                             | John Isner 3–6, 6–4, 7–6(9)                            | Tomáš Berdych                  | Jo-Wilfried Tsonga Sam Querrey           | Marcel Granollers David Goffin Olekszandr Dolhopolov Steve Darcis |
| Augusztus 20.               | Winston-Salem Open Winston-Salem, Amerikai Egyesült Államok ATP World Tour 250 553 125 $ – Kemény – 48E/32Q/16P                             | Santiago González Scott Lipsky 6–3, 4–6, [10–2]        | Pablo Andújar Leonardo Mayer   | Jo-Wilfried Tsonga Sam Querrey           | Marcel Granollers David Goffin Olekszandr Dolhopolov Steve Darcis |
| Augusztus 27. Szeptember 3. | US Open New York, Amerikai Egyesült Államok Grand Slam 11 777 000 $ – Kemény 128E/128Q/64P/32V Egyéni – Páros – Vegyes páros                | Andy Murray 7–6(10), 7–5, 2–6, 3–6, 6–2                | Novak Đoković                  | Tomáš Berdych David Ferrer               | Roger Federer Marin Čilić Janko Tipsarević Juan Martín del Potro  |
| Augusztus 27. Szeptember 3. | US Open New York, Amerikai Egyesült Államok Grand Slam 11 777 000 $ – Kemény 128E/128Q/64P/32V Egyéni – Páros – Vegyes páros                | Bob Bryan Mike Bryan 6–3, 6–4                          | Lijendar Pedzs Radek Štěpánek  | Tomáš Berdych David Ferrer               | Roger Federer Marin Čilić Janko Tipsarević Juan Martín del Potro  |
| Augusztus 27. Szeptember 3. | US Open New York, Amerikai Egyesült Államok Grand Slam 11 777 000 $ – Kemény 128E/128Q/64P/32V Egyéni – Páros – Vegyes páros                | Jekatyerina Makarova Bruno Soares 6–7(8), 6–1, [12–10] | Květa Peschke Marcin Matkowski | Tomáš Berdych David Ferrer               | Roger Federer Marin Čilić Janko Tipsarević Juan Martín del Potro  |

### Szeptember
| Hét            | Torna                                                                                                  | Győztesek                                              | Ellenfelek a döntőben               | Elődöntősök                         | Negyeddöntősök                                                                |
| -------------- | --- | ------------------------------------------------------ | ----------------------------------- | ----------------------------------- | ----------------------------------------------------------------------------- |
| Szeptember 10. | Davis-kupa Gijón, Spanyolország – Salak Buenos Aires, Argentína – Salak                                | Elődöntők győztesei Spanyolország 3–1 · Csehország 3–2 | Elődöntők vesztesei USA · Argentína |                                     |                                                                               |
| Szeptember 17. | Moselle Open Metz, Franciaország ATP World Tour 250 398 250 € – Kemény (f) – 28E/32Q/16P               | Jo-Wilfried Tsonga 6–1, 6–2                            | Andreas Seppi                       | Nyikolaj Davigyenko Gaël Monfils    | Jesse Levine Ivo Karlović Florian Mayer Philipp Kohlschreiber                 |
| Szeptember 17. | Moselle Open Metz, Franciaország ATP World Tour 250 398 250 € – Kemény (f) – 28E/32Q/16P               | Nicolas Mahut Édouard Roger-Vasselin 7–6(3), 6–4       | Johan Brunström Frederik Nielsen    | Nyikolaj Davigyenko Gaël Monfils    | Jesse Levine Ivo Karlović Florian Mayer Philipp Kohlschreiber                 |
| Szeptember 17. | St. Petersburg Open Szentpétervár, Oroszország ATP World Tour 250 410 850 $ – Kemény (f) – 32E/32Q/16P | Martin Kližan 6–2, 6–3                                 | Fabio Fognini                       | Mihail Juzsnij Daniel Gimeno-Traver | Guillermo García López Ričardas Berankis Roberto Bautista Agut Flavio Cipolla |
| Szeptember 17. | St. Petersburg Open Szentpétervár, Oroszország ATP World Tour 250 410 850 $ – Kemény (f) – 32E/32Q/16P | Rajeev Ram Nenad Zimonjić 6–2, 4–6, [10–6]             | Lukáš Lacko Igor Zelenay            | Mihail Juzsnij Daniel Gimeno-Traver | Guillermo García López Ričardas Berankis Roberto Bautista Agut Flavio Cipolla |
| Szeptember 24. | Thailand Open Bangkok, Thaiföld ATP World Tour 250 551 000 $ – Kemény (f) – 28E/32Q/16P                | Richard Gasquet 6–2, 6–1                               | Gilles Simon                        | Janko Tipsarević Jarkko Nieminen    | Fernando Verdasco Gaël Monfils Miloš Raonić Bernard Tomic                     |
| Szeptember 24. | Thailand Open Bangkok, Thaiföld ATP World Tour 250 551 000 $ – Kemény (f) – 28E/32Q/16P                | Lu Jen-hszün Danai Udomchoke 6–3, 6–4                  | Eric Butorac Paul Hanley            | Janko Tipsarević Jarkko Nieminen    | Fernando Verdasco Gaël Monfils Miloš Raonić Bernard Tomic                     |
| Szeptember 24. | Malaysian Open Kuala Lumpur, Malajzia ATP World Tour 250 850 000 $ – Kemény (f) – 28E/16Q/16P          | Juan Mónaco 7–5, 4–6, 6–3                              | Julien Benneteau                    | David Ferrer Nisikori Kei           | Igor Sijsling Alejandro Falla Nyikolaj Davigyenko Vasek Pospisil              |
| Szeptember 24. | Malaysian Open Kuala Lumpur, Malajzia ATP World Tour 250 850 000 $ – Kemény (f) – 28E/16Q/16P          | Alexander Peya Bruno Soares 5–7, 7–5, [10–7]           | Colin Fleming Ross Hutchins         | David Ferrer Nisikori Kei           | Igor Sijsling Alejandro Falla Nyikolaj Davigyenko Vasek Pospisil              |

### Október
| Hét         | Torna | Győztesek                                         | Ellenfelek a döntőben                 | Elődöntősök                        | Negyeddöntősök                                                       |
| ----------- | --- | ------------------------------------------------- | ------------------------------------- | ---------------------------------- | -------------------------------------------------------------------- |
| Október 1   | China Open Peking, China ATP World Tour 500 2 205 000 $ – Kemény – 32E/16Q/16P Egyéni – Páros                | Novak Đoković 7–6(4), 6–2                         | Jo-Wilfried Tsonga                    | Florian Mayer Feliciano López      | Jürgen Melzer Csang Cö Mihail Juzsnij Sam Querrey                    |
| Október 1   | China Open Peking, China ATP World Tour 500 2 205 000 $ – Kemény – 32E/16Q/16P Egyéni – Páros                | Bob Bryan Mike Bryan 6–3, 6–2                     | Carlos Berlocq Denis Istomin          | Florian Mayer Feliciano López      | Jürgen Melzer Csang Cö Mihail Juzsnij Sam Querrey                    |
| Október 1   | Rakuten Japan Open Tennis Championships Tokió, Japán ATP World Tour 500 1 280 565 $ – Kemény – 32E/16Q/16P   | Nisikori Kei 7–6(5), 3–6, 6–0                     | Miloš Raonić                          | Andy Murray Márkosz Pagdatísz      | Stanislas Wawrinka Janko Tipsarević Dmitrij Turszunov Tomáš Berdych  |
| Október 1   | Rakuten Japan Open Tennis Championships Tokió, Japán ATP World Tour 500 1 280 565 $ – Kemény – 32E/16Q/16P   | Alexander Peya Bruno Soares 6–3, 7–6(5)           | Lijendar Pedzs Radek Štěpánek         | Andy Murray Márkosz Pagdatísz      | Stanislas Wawrinka Janko Tipsarević Dmitrij Turszunov Tomáš Berdych  |
| Október 8   | Shanghai Rolex Masters Sanghaj, Kína ATP World Tour Masters 1000 3 531 600 $ – Kemény – 56E/28Q/24P          | Novak Đoković 5–7, 7–6(11), 6–3                   | Andy Murray                           | Roger Federer Tomáš Berdych        | Marin Čilić Radek Štěpánek Jo-Wilfried Tsonga Tommy Haas             |
| Október 8   | Shanghai Rolex Masters Sanghaj, Kína ATP World Tour Masters 1000 3 531 600 $ – Kemény – 56E/28Q/24P          | Lijendar Pedzs Radek Štěpánek 6–7(7), 6–3, [10–5] | Mahes Bhúpati Róhan Bópanna           | Roger Federer Tomáš Berdych        | Marin Čilić Radek Štěpánek Jo-Wilfried Tsonga Tommy Haas             |
| Október 15  | Kreml Kupa Moszkva, Oroszország ATP World Tour 250 673 150 $ – Kemény (f) – 28E/32Q/16P Egyes – Páros        | Andreas Seppi 3–6, 7–6(3), 6–3                    | Thomaz Bellucci                       | Ivo Karlović Málek el-Zsazíri      | Édouard Roger-Vasselin Jerzy Janowicz Lukáš Rosol Itó Tacuma         |
| Október 15  | Kreml Kupa Moszkva, Oroszország ATP World Tour 250 673 150 $ – Kemény (f) – 28E/32Q/16P Egyes – Páros        | František Čermák Michal Mertiňák 7–5, 6–3         | Simone Bolelli Daniele Bracciali      | Ivo Karlović Málek el-Zsazíri      | Édouard Roger-Vasselin Jerzy Janowicz Lukáš Rosol Itó Tacuma         |
| Október 15  | If Stockholm Open Stockholm, Svédország ATP World Tour 250 486 750 € – Kemény (f) – 28E/32Q/16P              | Tomáš Berdych 4–6, 6–4, 6–4                       | Jo-Wilfried Tsonga                    | Márkosz Pagdatísz Nicolás Almagro  | Szerhij Sztahovszkij Ričardas Berankis Lleyton Hewitt Mihail Juzsnij |
| Október 15  | If Stockholm Open Stockholm, Svédország ATP World Tour 250 486 750 € – Kemény (f) – 28E/32Q/16P              | Marcelo Melo Bruno Soares 6–7(4), 6–4, [10–6]     | Robert Lindstedt Nenad Zimonjić       | Márkosz Pagdatísz Nicolás Almagro  | Szerhij Sztahovszkij Ričardas Berankis Lleyton Hewitt Mihail Juzsnij |
| Október 15  | Erste Bank Open Bécs, Ausztria ATP World Tour 250 486 750 € – Kemény (f) – 28E/32Q/16P                       | Juan Martín del Potro 7–5, 6–3                    | Grega Žemlja                          | Gilles Müller Janko Tipsarević     | Marinko Matosevic Paolo Lorenzi Tommy Haas Aljaž Bedene              |
| Október 15  | Erste Bank Open Bécs, Ausztria ATP World Tour 250 486 750 € – Kemény (f) – 28E/32Q/16P                       | Andre Begemann Martin Emmrich 6–4, 3–6, [10–4]    | Julian Knowle Filip Polášek           | Gilles Müller Janko Tipsarević     | Marinko Matosevic Paolo Lorenzi Tommy Haas Aljaž Bedene              |
| Október 22  | Valencia Open 500 Valencia, Spanyolország ATP World Tour 500 1 424 850 € – Kemény (f) – 32E/16Q/16P          | David Ferrer 6–1, 3–6, 6–4                        | Olekszandr Dolhopolov                 | Ivan Dodig Jürgen Melzer           | Nicolás Almagro Marin Čilić Marcel Granollers David Goffin           |
| Október 22  | Valencia Open 500 Valencia, Spanyolország ATP World Tour 500 1 424 850 € – Kemény (f) – 32E/16Q/16P          | Alexander Peya Bruno Soares 6–3, 6–2              | David Marrero Fernando Verdasco       | Ivan Dodig Jürgen Melzer           | Nicolás Almagro Marin Čilić Marcel Granollers David Goffin           |
| Október 22  | Swiss Indoors Bázel, Svájc ATP World Tour 500 1 404 300 € – Kemény (f) – 32E/16Q/16P                         | Juan Martín del Potro 6–4, 6–7(5), 7–6(3)         | Roger Federer                         | Paul-Henri Mathieu Richard Gasquet | Benoît Paire Grigor Dimitrov Mihail Juzsnij Kevin Anderson           |
| Október 22  | Swiss Indoors Bázel, Svájc ATP World Tour 500 1 404 300 € – Kemény (f) – 32E/16Q/16P                         | Daniel Nestor Nenad Zimonjić 7–5, 6–7(4), [10–5]  | Treat Conrad Huey Dominic Inglot      | Paul-Henri Mathieu Richard Gasquet | Benoît Paire Grigor Dimitrov Mihail Juzsnij Kevin Anderson           |
| Október 29. | BNP Paribas Masters Párizs, Franciaország ATP World Tour Masters 1000 2 427 975 € – Kemény (f) – 48E/24Q/24P | David Ferrer 6–4, 6–3                             | Jerzy Janowicz                        | Gilles Simon Michaël Llodra        | Tomáš Berdych Janko Tipsarević Jo-Wilfried Tsonga Sam Querrey        |
| Október 29. | BNP Paribas Masters Párizs, Franciaország ATP World Tour Masters 1000 2 427 975 € – Kemény (f) – 48E/24Q/24P | Mahes Bhúpati Róhan Bópanna 7–6(6), 6–3           | Iszámul-Hak Kuraisi Jean-Julien Rojer | Gilles Simon Michaël Llodra        | Tomáš Berdych Janko Tipsarević Jo-Wilfried Tsonga Sam Querrey        |

### November
| Hét          | Torna | Győztesek                                     | Ellenfelek a döntőben       | Elődöntősök                       | Negyeddöntősök                                                                    |
| ------------ | --- | --------------------------------------------- | --------------------------- | --------------------------------- | --------------------------------------------------------------------------------- |
| November 5.  | Barclays ATP World Tour Finals London, Egyesült Királyság ATP World Tour Finals 5 500 000 £ – Kemény (f) – 8E/8P (RR) | Novak Đoković 7–6(6), 7–5                     | Roger Federer               | Juan Martín del Potro Andy Murray | Round Robin losers Janko Tipsarević Tomáš Berdych Jo-Wilfried Tsonga David Ferrer |
| November 5.  | Barclays ATP World Tour Finals London, Egyesült Királyság ATP World Tour Finals 5 500 000 £ – Kemény (f) – 8E/8P (RR) | Marcel Granollers Marc López 7–5, 3–6, [10–3] | Mahes Bhúpati Róhan Bópanna | Juan Martín del Potro Andy Murray | Round Robin losers Janko Tipsarević Tomáš Berdych Jo-Wilfried Tsonga David Ferrer |
| November 12. | Davis-kupa Prága, Csehország – Kemény (f)                                                                             | Csehország · 3–2                              | Spanyolország               |                                   |                                                                                   |